# Carbone quaternaire
| Carbone quaternaire                                                             |
| ------------------------------------------------------------------------------- |
|                                                                                 |
| Formule structurale du néopentane (le carbone quaternaire est indiqué en rouge) |

Un carbone quaternaire est un atome de carbone lié à quatre autres atomes de carbone. C'est la raison pour laquelle on ne peut les trouver que dans les molécules ayant au moins cinq atomes de carbone, par exemple dans des alcanes ramifiés mais pas dans des alcanes linéaires.
|                                          | Carbone primaire | Carbone secondaire | Carbone tertiaire | Carbone quaternaire |
| Structure générale (R = Groupe organyle) | frameless=1.0    | frameless=1.0      | frameless=1.0     | frameless=1.0       |
| Structure partielle Formule structurale  | frameless=1.0    | frameless=1.0      | frameless=1.0     | frameless=1.0       |

L'obtention d'atomes de carbone quaternaires formant des centres chiraux a été une difficulté en synthèse chimique. Pour y parvenir, divers types de réactions ont été développés afin d'obtenir des atomes de carbone quaternaires asymétriques, comme des réactions de Diels-Alder asymétriques, des réactions de Heck, de métathèse des énynes, de cycloadditions, d'activation de liaison C-H, de réarrangement allylique, des réactions de Pauson-Khand (en), etc.